# Concurso Internacional de Castillos de Fuegos Artificiales de Tarragona
El Concurso Internacional de Castillos de Fuegos Artificiales Ciudad de Tarragona fue creado el año 1990, en una ciudad con una larga tradición pirotécnica.
Tarragona ya contaba con fabricación de "voladores de fuego griego" por parte de los drogueros y los especieros en el año 1383, y se usaban para las fiestas populares. Entre éstas destacan las Fiestas de Santa Tecla, celebradas desde 1321 y declaradas de interés estatal y nacional  (enlace roto disponible en Internet Archive; véase el historial, la primera versión y la última)., y antiguamente las del Corpus. 
El concurso de Tarragona tiene lugar cada primera semana completa del mes de julio durante seis noches, y se ha convertido en el más importante del Mar Mediterráneo. Acuden las pirotecnias más prestigiosas del mundo, que rivalizan en las modalidades de: fuegos aéreos, terrestres y acuáticos. Diariamente unos sesenta mil espectadores contemplan la belleza de los fuegos en la bahía que se abre en la Punta del Milagro, un magnífico paraje elogiado por el genial arquitecto catalán Antoni Gaudí.
El jurado, integrado por reconocidos especialistas y periodistas nacionales e internacionales, vota diariamente los castillos de los participantes, al igual que los mismos espectadores. Éstos, otorgan el Gran Premio del Público, mientras que el jurado oficial concede el trofeo Venus de Tarragona al primer y al segundo clasificado, así como la adjudicación de realizar los grandes fuegos de las Fiestas de Santa Tecla, un magnífico espectáculo que se celebra la noche del 23 de septiembre. 

## Impacto económico
Los estudios realizados sobre el certamen pirotécnico de Tarragona han contabilizado una asistencia total de 360 000 espectadores. De ellos se derivan unas 18 000 pernoctaciones en el área turística de la Costa Dorada. Se trata del evento que más espectadores congrega anualmente en la provincia de Tarragona, y uno de los más destacados de toda Cataluña.